# 17173
17173（全稱：北京畅游时空有限公司福州分公司）是位於中國福州的遊戲網絡媒體和增值服務提供商。其最早為福建网龙计算机网络信息技术有限公司下屬部門之一，於2003年11月25日被搜狐以2050萬美元收購，并組建起前身搜狐福州分公司。2011年11月29日，17173被搜狐以1.625億美元的價格出售給其旗下公司北京畅游时代数码技术有限公司。

## 公司沿革
- 2001年3月，17173旗下網站17173.COM上線。[8]

- 2003年11月25日，搜狐收購17173.COM，[9] 并成立搜狐福州分公司負責運營17173.COM。[10]

- 2011年11月29日，暢遊從搜狐手中購入17173，[11]

- 2012年9月，17173旗下頁游網與手遊網雙雙上線。[12]

- 2013年3月，17173旗下英文遊戲站點2P.COM上線。[13]

## 產品服務

### 公司產品

#### 移動客戶端
囧图王

#### 電腦客戶端
- 打醬游[14]

### 公司服務

#### 網站
- 17173.COM

- 手遊網

- 頁游網

- 2P.COM

## 外部連結
- 17173.COM（页面存档备份，存于）（简体中文）
- 手遊網（页面存档备份，存于）（简体中文）
- 頁游網（页面存档备份，存于）（简体中文）
- 2P.COM（英文）
- 上去玩玩遊戲平臺（简体中文）